# Johan Kleberg
Klas Johan Kleberg, född 22 mars 1975, är en svensk företagsledare som mellan 2014 och 2019 var vd för Adlibris. Dessförinnan hade han olika chefspositioner i TV-branschen. Han är kusinbarn till Olof Kleberg och kusinbarnbarn till sin namne personhistorikern Johan Kleberg.

## Karriär
Kleberg studerade till civilekonom vid Handelshögskolan i Stockholm. Han inledde karriären inom MTG där han bland annat var kanalchef för ZTV.
I slutet av 2004 rekryterades han av TV4 för att bli chef för den nya ungdomskanalen TV400. Han blev senare tillförordnad chef för affärsområdet "Nya kanaler" på TV4. I maj 2007 ökade TV4 sitt ägande i kanalen TV4 Sport-Expressen och Kleberg blev samtidigt ny VD för kanalen.
I december 2008, efter att TV4:s köp av C More Entertainment AB godkänts, fick Kleberg i uppdrag att samordna verksamheterna i TV4 och Canal+. Den 24 april 2009 blev han även operativ chef (COO) för C More. År 2011 befordrades han till vd för C More. Under hans tid som vd ersattes varumärket Canal+ med C More, men företaget fick också konkurrens från nykomlingen Netflix.
Han lämnade C More under år 2014 och blev istället vd för internetbokhandeln Adlibris Aktiebolag och styrelseordförande för Discshop Svenska Näthandel AB från 1 oktober 2014.

## Familj
Johan Kleberg är gift med journalisten och författaren Ebba von Sydow sedan 2011.